# Jeuxvideo.com
JV (від фр. jeux vidéo, що перекладається як «відеоігри»), раніше був відомий як Jeuxvideo.com до 2021 року, також відомий як JVC — французький вебсайт про відеоігри, заснований у 1997 році. Редактори JV відвідують міжнародні відеоігрові події, такі як: E3, Tokyo Game Show, Gamescom, Paris Games Week та IDEF. JV — найпопулярніший франкомовний новинний сайт про галузь відеоігор. Рекорд відвідуваності сайту датується виставкою E3 2013, 11 червня 2013 року, з піком у 33 мільйони відвідувань його сторінок.

## Історія
Вебсайт веде свою історію від колекції підказок до відеоігор для Minitel, попередника Всесвітньої мережі, і був заснований Себастьяном Піссаві під час військової служби в 1995 році. Коли його робота стала популярнішою, він перемістив її на вебсайт Jeuxvideo.com у 1997 році. Gameloft придбала 80% акцій сайту у 2000 році, хоча Піссаві керував ним самостійно до свого відходу у 2012 році. HiMedia придбала сайт у 2006 році, а у 2014 році продала його Webedia за 90 мільйонів євро. Згодом Webedia перенесла офіси до Парижа, що призвело до звільнення кількох співробітників. У серпні 2015 року сайт був зламаний; адміністратори заявили, що витоку приватної інформації не було, але все ж таки порадили користувачам змінити свої паролі.